# Wilhelm Haarmann
Gustav Ludwig Friedrich Wilhelm Haarmann (Holzminden, 24 de maio de 1847 — Höxter, 6 de março de 1931) foi um químico alemão. Em 1874, com Ferdinand Tiemann, obteve a primeira síntese da vanilina.